# Seijun Suzuki

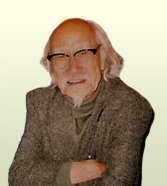
Seijun Suzuki

Seijun Suzuki (japanisch 鈴木 清順 Suzuki Seijun, * 24. Mai 1923 in Tokio als Seitaro Suzuki; † 13. Februar 2017 ebenda) war ein japanischer Filmregisseur, Drehbuchautor und Schauspieler.

## Leben und Karriere
Nach seinem Einsatz als Soldat im Zweiten Weltkrieg begann Suzuki seine Filmkarriere zunächst als Regieassistent, ehe er zum Regisseur aufstieg. Zwischen 1956 und 1967 machte er über vierzig B-Movies für die Filmgesellschaft Nikkatsu, wobei vor allem seine von der Pop Art und dem Film noir beeinflussten Yakuza-Filme bekannt wurden. Er selbst erklärte, die ständig gleichen Handlungskonstruktionen der fließbandartigen B-Filme hätten ihn aus Langeweile dazu angeregt, sein Augenmerk auf das stilistische Element zu legen. Sein zunehmend surrealistischer Stil zog ab 1963 vermehrt das Missfallen der Produktionsfirma auf sich und 1967 wurde er für Branded to Kill, der heute als einer seiner wichtigsten Filme gilt, entlassen. Suzuki verklagte Nikkatsu mit Erfolg auf Schadensersatz wegen der rechtswidrigen Entlassung, wurde aber trotzdem von allen wichtigen Filmgesellschaften Japans auf die „Schwarze Liste“ gesetzt und konnte für die nächsten zehn Jahre keinen Film mehr drehen.
Als vom Studiosystem unabhängiger Filmemacher wurde er von der Filmkritik für seine Taishō-Trilogie Tsigoineruwaizen (1980), Kagerō-za (1981) und Yumeji (1991) gelobt. Für Tsigoineruwaizen gewann er 1981 den Japanese Academy Award in der Kategorie beste Regie, der Film selbst wurde auch als bester Film ausgezeichnet. Der Film lief auch unter dem Titel Zigeunerwiesen im Wettbewerb der Berlinale 1981. Zudem wurde ab Mitte der 1980er-Jahre durch Retrospektiven, VHS-Veröffentlichungen von Branded to Kill und Tokyo Drifter – Der Mann aus Tokio sowie die Anerkennung durch renommierte Filmemacher wie Jim Jarmusch, Takeshi Kitano, Wong Kar-wai und Quentin Tarantino Suzukis Werk auch international wahrgenommen. Jarmusch äußerte beispielsweise, Suzuki sei ein „meisterhafter Stilist und einer der besten Innovateure des japanischen Kinos“.
Suzuki arbeitete bis in das neue Jahrtausend als Regisseur sowie gelegentlich auch als Schauspieler unter Regie anderer Filmemacher. Er starb 2017 im Alter von 93 Jahren an der Lungenerkrankung COPD.

## Filmografie (Auswahl)
Als Regisseur
- 1956: Minato no kanpai: Shôri o waga te ni
- 1963: Jagd auf die Bestie (Yajû no seishun)
- 1964: Nakito – Profis der Liebe (Nikutai no mon)
- 1965: Nackt und verdammt (Shunpu den)
- 1966: Lied der Gewalt (Kenka erejî)
- 1966: Tokyo Drifter – Der Mann aus Tokio (Tōkyō nagaremono)
- 1967: Branded to Kill (Koroshi no rakuin)
- 1980: Zigeunerweisen (Tsigoineruwaizen)
- 1981: Kagerō-za
- 1991: Yumeji
- 2001: Pisutoru opera
- 2005: Operetta tanuki goten

Als Drehbuchautor
- 1984: Lupin III.: Part III (1 Folge)

Als Schauspieler
- 1995: Cold Fever
- 2002: Blessing Bell (Kôfuku no kane)
- 2011: Mirokurôze